# Cardia
Die Kardia, (englisch und) lateinisch Cardia, kurz für Cardia ventriculi, oder Pars cardiaca, ist jener Bereich des Magens, in dem die zweischichtige Speiseröhrenmuskulatur in die dreischichtige Magenmuskulatur übergeht. Sie wird auch als Mageneingang oder Magenmund bezeichnet und stellt den Eingangsbereich des Magens dar. Die Grenze zwischen dem Plattenepithel der Speiseröhre und der Schleimhaut der Kardia wird durch eine gezackte Linie (Ora serrata, Z-Linie) gebildet. Mit der Öffnung der Cardia bzw. ihrem Verschluss nach Durchtritt des Speisebissens (Bolus) ist der Schluckakt beendet. Eine kurzzeitige Öffnung der Kardia ermöglicht andererseits das Rülpsen und Erbrechen.
Im Gegensatz zu den muskulären Grundlagen der Kardia als funktioneller Einheit stellt der Übergang vom Plattenepithel der Speiseröhre zum Zylinderepithel des Magens keine konstante Grenze dar. So ist auch der Bereich mit den sogenannten Kardiadrüsen (Glandulae cardiacae, eine Untergruppe der Magendrüsen) bei vielen Säugetieren ohne Beziehung zum Mageneingang.

## Etymologie
Cardia (latinisiert) wie auch Kardia (altgriechisch) bedeuten in der Medizin (wegen ihrer anatomischen Nachbarschaft) sowohl das Herz wie auch den Mageneingang (oberer Magenmund). Der Magenausgang (unterer Magenmund) ist der Magenpförtner oder Pylorus (ostium ventriculi duodenale oder os ventriculi inferius). Der pylorus war ursprünglich der Wächter und erst später der Pförtner und dann der Thürhüter.

## Tonus
Äußere und innere Einflüsse können den Spannungszustand (Tonus) der Kardia erhöhen oder vermindern:
- Tonussteigernd wirken ein erhöhter pH-Wert des Mageninhalts (weniger Magensäure), ein erhöhter Anteil an Eiweiß in der Mahlzeit sowie die gastrointestinalen Peptidhormone Gastrin, Motilin und Substanz P
- Tonusmindernd wirken fettreiche Mahlzeiten, Pfefferminzöl, die Genussmittel Schokolade und Kaffee sowie Alkohol und Nikotin.

Bei Übergewicht kann auch ein an und für sich ausreichender Spannungszustand des Schließmuskels durch den erhöhten Druck in der Bauchhöhle vor allem im Liegen zu dessen „Sprengung“ führen.

## Funktionsstörungen
Eine unzureichende Verschlussfunktion (Kardiainsuffizienz) ermöglicht ein Zurückfließen des Speisebreis aus dem Magen bzw. (häufiger) den Übertritt von Magensäure in die Speiseröhre (gastroösophagealer Reflux). Mögliche Folgen sind eine  Refluxkrankheit, die bei circa zehn Prozent der Betroffenen zur Entstehung einer Refluxösophagitis führen kann. Im Falle einer Defektheilung entsteht daraus wiederum das Barrett-Syndrom.
Kann der untere Ösophagussphinkter nicht ausreichend geöffnet werden, spricht man von Achalasie (früher auch von Spastik der Kardia).

## Kardiaplastik (Kardiomyotomie)
Siehe Achalasie und Gastrotomie

## Kardiaresektion
Eine (etwa bei Kardiakarzinom) angezeigte operative Entfernung der Kardia, die Kardiaresektion, wurde erfolgreich erstmals zu Beginn des 20. Jahrhunderts durchgeführt und später modifiziert. Im Jahr 1933 war den Japanern Ohsawa und Seou unabhängig voneinander eine Kardiaresektion mit anschließender Ösophagogastrostomie gelungen.